# Anguillonema crenati
Anguillonema crenati är en rundmaskart. Anguillonema crenati ingår i släktet Anguillonema och familjen Neotylenchidae. Inga underarter finns listade i Catalogue of Life.